# Carbidopa
Carbidopa este un inhibitor de DOPA-decarboxilază periferică, care nu poate trece bariera hemato-encefalică. Calea de administrare disponibilă este cea orală, în asociere cu levodopa. Asocierea se află pe lista medicamentelor esențiale ale Organizației Mondiale a Sănătății.

## Utilizări medicale
Compusul este utilizat în asociere cu levodopa, pentru scădea metabolizarea acesteia la nivel periferic, în tratamentul bolii Parkinson. Combinația carbidopa/levodopa, denumită și levocarb, se poate co-administra cu entacaponă.